# Vesele, Huleaipole
Vesele (în ucraineană Веселе) este un sat în orașul raional Huleaipole din raionul Huleaipole, regiunea Zaporijjea, Ucraina.

## Demografie
Componența lingvistică a localității Vesele
     Ucraineană (100%)
Conform recensământului din 2001, toată populația localității Vesele era vorbitoare de ucraineană (100%).